# Stellaria aphanantha
Stellaria aphanantha là loài thực vật có hoa thuộc họ Cẩm chướng. Loài này được Griseb. miêu tả khoa học đầu tiên.